# Stasi (Camera 66)
Stasi è il terzo album in studio del gruppo musicale post-rock italiano Camera 66, pubblicato nel 2015.

## Tracce
1. Riflessi
2. Istanti
3. Quarzo
4. Attraverso
5. Stasi
6. Segmenti
7. Distanze
8. Direzioni
9. Percorsi
10. Pulsazioni
11. Spazio
12. Traiettorie